# Błagowest Sendow
Błagowest Christow Sendow, bułg. Благовест Христов Сендов (ur. 8 lutego 1932 w Asenowgradzie, zm. 19 stycznia 2020) – bułgarski matematyk, nauczyciel akademicki i polityk, rektor Uniwersytetu Sofijskiego im. św. Klemensa z Ochrydy (1973–1979), prezes Bułgarskiej Akademii Nauk (1988–1991), poseł do Zgromadzenia Narodowego czterech kadencji i jego przewodniczący (1995–1997).

## Życiorys
W 1956 ukończył studia matematyczne na Uniwersytecie Sofijskim im. św. Klemensa z Ochrydy. Na tym samym uniwersytecie w 1964 został kandydatem nauk. Doktoryzował się w 1967 w Instytucie Matematycznym im. Władimira A. Stiekłowa w Moskwie. W latach 1956–1958 pracował jako nauczyciel matematyki. Następnie został wykładowcą akademickim macierzystej uczelni. Pełne stanowisko profesorskie objął w 1968. W pracy naukowej specjalizował się w zagadnieniach związanych z analizą numeryczną. W latach 1970–1973 był dziekanem wydziału matematyki, następnie do 1979 rektorem uniwersytetu. Od 1974 członek korespondent, a od 1981 członek zwyczajny Bułgarskiej Akademii Nauk. W latach 1980–1988 pełnił funkcję wiceprzewodniczącego, a następnie do 1991 przewodniczącego tej instytucji. Został członkiem zagranicznym Narodowej Akademii Nauk Ukrainy (1998) i Serbskiej Akademii Nauk i Sztuk (2000).
W okresie komunistycznym zasiadał w parlamencie (1976–1989). Po przemianach politycznych związał się z Bułgarską Partią Socjalistyczną. W 1992 kandydował w pierwszych bezpośrednich wyborach prezydenckich, zajmując w pierwszej turze czwarte miejsce z wynikiem 2,2% głosów. W 1991 uzyskał mandat posła do Zgromadzenia Narodowego w demokratycznych wyborach, z powodzeniem ubiegał się o reelekcję w 1994, 1997 i 2001. W latach 1995–1997 pełnił funkcję przewodniczącego bułgarskiego parlamentu, następnie do 2000 był wiceprzewodniczącym Zgromadzenia Narodowego. Od 2002 do 2009 zajmował stanowisko ambasadora Bułgarii w Japonii.